# 바베이도스

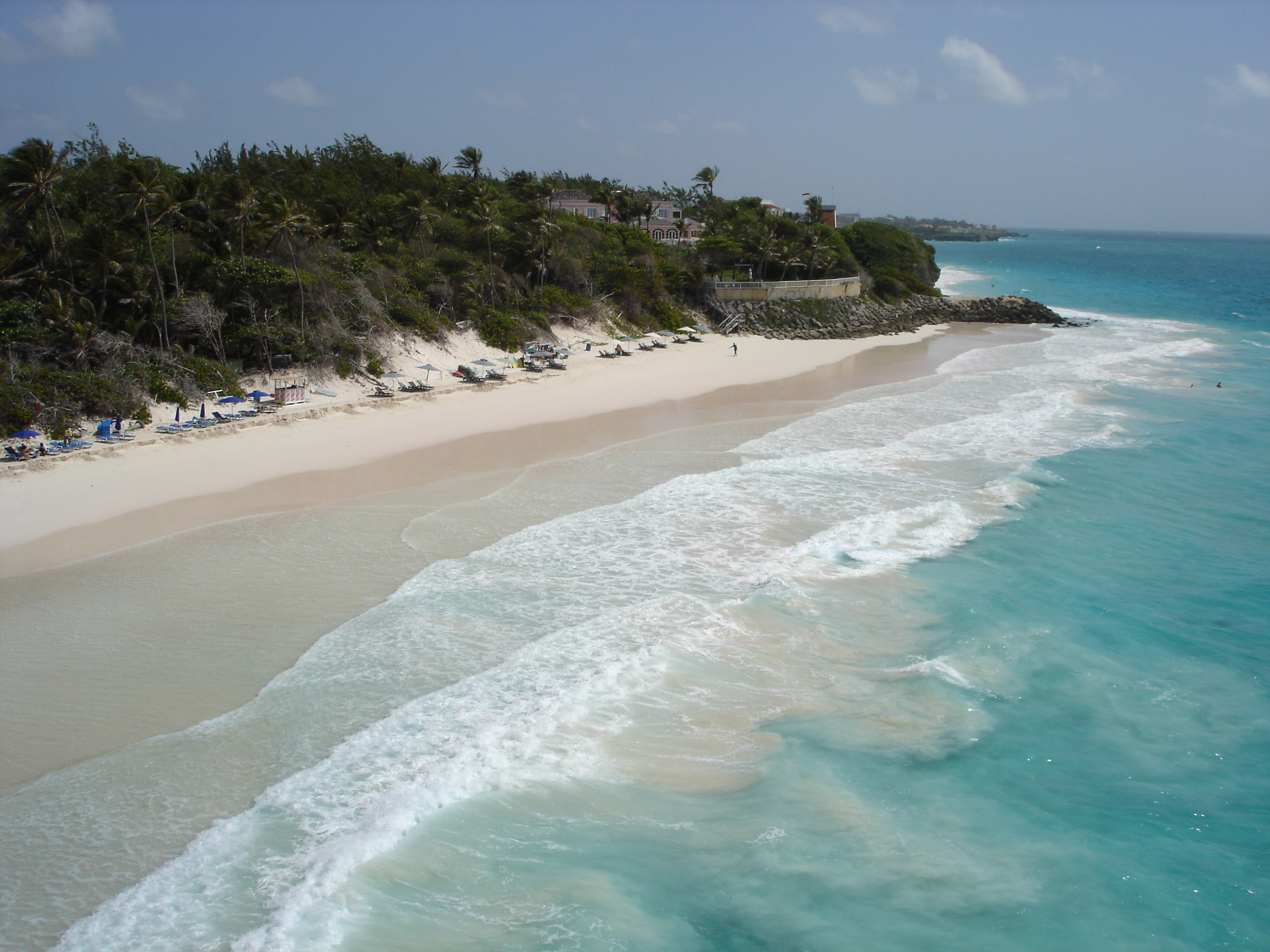

바베이도스(영어: Barbados)는 카리브해 동쪽 끝에 있는 섬나라로 민주공화국이다. 1627년부터 영국의 식민지 였으나 1966년에 독립하였다. 2021년 11월 30일부로 대통령을 상징적 국가원수로, 총리가 정부수반으로 하는 의원내각제 공화국으로 전환됐다.
윈드워드 제도 동쪽에 위치하며 카리브해의 작은 영국이라고도 불린다. 건계(乾季)·우계(雨季)가 뚜렷한 열대 기후이며, 지형은 북부가 산지이고 동쪽으로 가면서 높아진다. 사탕수수·럼주가 수출 95%를 차지하며 경치가 아름다워 관광객이 많다. 어업 또한 활발하다. 주민 대부분이 흑인이며, 성공회가 많다.

## 역사
아메리카 토착민 바베이도스 거주는 기원 후 4세기에서 7세기로 거슬러 올라가며, 살로도이드-바란코이드 문명으로 불린다. 800년 경에는 아라와크족이 13세기에는 카리브족이 남미에서 이주해 왔다. 어떤 유럽국가가 바베이도스에 처음 도착했는지는 불확실하며 1519년 제노바 지도 제작자 비스콘테 마조로의 지도에서 바베이도스의 위치와 이름이 표기되어 있는 것을 확인할 수 있다.
16세기 중반과 17세기에 도착한 스페인과 포르투갈 사람들은 이 섬을 식민지로 만들지는 않았지만, 그동안에 이 섬에 거주했던 원주민들은 도망치거나 노예로 잡히거나 강제로 이주당했으며, 섬은 무인도화되었다.
1625년 영국 존 파웰(John Powell)이 바베이도스에 도착하고, 1627년에 80명의 영국인과 약 10명의 영국 계약노동자가 이 섬에 상륙하여 식민지를 설립했다. 초기에는 담배를 주로 생산했으나, 1637년에 처음으로 사탕수수를 재배하기 시작했다.
1654년 브라질에서 제당 공장을 운영하던 네덜란드인들이 추방되어 바베이도스에서 사탕수수를 재배했다. 사탕수수를 재배하는 데에는 많은 노동력이 필요했지만, 원주민 인구는 턱없이 부족했고 그나마도 정복 이후 과도한 노동력 착취와 질병으로 그 수가 급감했다. 사탕수수뿐만 아니라 서인도 제도의 여러 플랜테이션에서는 많은 외부 노동력이 필요했다. 아프리카 흑인 노예들은 아프리카에서 서인도 제도 여러 섬으로 옮겨졌다.
1816년 노예들이 봉기했으며, 1834년에는 노예제가 폐지되었다. 1958년부터 1962년까지 바베이도스는 서인도 연방의 일원이었다. 1966년 11월 30일 영국 연방의 테두리 안에서 영국으로부터 독립하였다. 10년 동안 민주노동당이 집권하였다가, 1976년 노동당으로 교체하였다. 이후 1986년 민주노동당, 1994년 노동당, 2008년 민주노동당으로 정권이 바뀌었다.
바베이도스 정부는 2015년에 영국 군주인 엘리자베스 2세를 국가원수로 하던 영연방 왕국에서 이탈하여 공화제로 전환하는 방안을 추진했다. 2020년 9월 16일에는 샌드라 메이슨 바베이도스 총독이 미아 모틀리 총리를 대신하여 낭독한 바베이도스 의회 개원식 연설을 통해 바베이도스가 독립 55주년이 되는 2021년 11월 30일을 기해 군주제를 폐지하고 공화정으로 전환할 예정이라고 밝혔다.
2021년 10월 6일에는 바베이도스 의회가 대통령을 국가원수로 하는 공화국으로 전환하는 내용을 담은 헌법 개정안을 승인했고 10월 20일에는 샌드라 메이슨 총독이 바베이도스 의회에서 실시된 초대 대통령 선거에서 당선되었다. 이에 따라 바베이도스는 2021년 11월 30일에 공화국이 되었다.

## 지리
상당히 평평하여서 가장 높은 고지는 힐라비 산으로 336미터 정도에 불과하다. 다른 제도와는 다르게 카리브 해의 동쪽으로 멀리 떨어져 있어 사실상 대서양에 있는 섬이라고 보는 사람도 있다.
기후는 열대 기후이며 6월에서 10월이 우기이다. 12월에서 5월이 건기이고 6월에서 11월 정도까지가 우기인데 조금씩 차이는 있지만 비가 많이 오는 편이다. 열대 폭풍과 허리케인으로 종종 피해를 보기도 하는데 우기 때 피해가 집중되기도 한다. 하지만 허리케인의 반경과 상당히 멀어서 26년마다 한 번꼴로 허리케인이 강타하는 것에 그친다.
주위는 90미터 두께의 산호로 둘러 싸여있다. 산호 지대는 서쪽으로 계속 이어지다 동쪽에 가서 사라진다. 따라서 거의 대부분의 해안선이 산호로 되어 있다.

## 주민
주민은 아프리카계가 95.4%, 유럽계가 4%, 아시아계 및 혼혈이 0.6%이다. 공용어는 영어이다. 바베이도스는 1966년 이전까지 영국의 식민지였기 때문에 기독교인들의 대부분이 성공회와 감리교 신자들이며, 오순절교회와 예수재림교, 소수 교파로는 나사렛 교회, 하나님의 교회, 여호와의 증인, 로마 가톨릭 등이 있다. 그외 바하이교, 힌두교, 이슬람교 등도 있다.
바베이도스는 영국의 식민지 영향으로 영국 문화가 남아있다. 인기있는 스포츠는 크리켓이다. 국가대표 크리켓 팀이 있기는 하나, 월드컵에 출전하는 바베이도스 국적의 선수들은 전부 서인도 제도 크리켓 대표팀 소속으로 출전한다. 육상, 특히 110m 허들 종목에서 강세를 보이고 있다.
한국인이 단 1명도 거주하지 않는 나라이다.